# 詹姆斯·威尔逊 (法官)
詹姆斯·威尔逊（英語：James Wilson，1742年9月14日—1798年8月21日）是美国开国元勋之一，并且是美国独立宣言和美国宪法的签署人之一。 威尔逊两次代表宾夕法尼亚州当选为大陆会议的代表，是起草美国宪法的重要成员。 威尔逊是一流的法律理论家，是乔治·华盛顿任命的美国最高法院最早的六位大法官之一，在1789年和1790年以宾夕法尼亚大学第一位法学教授的身份向华盛顿总统和他的内阁教授了关于新宪法的第一课。
威尔逊出生苏格兰法夫利文附近，1766年移民到费城，成为费城学院的老师 。 跟着约翰·迪金森学习后，他在宾夕法尼亚的雷丁建立了律师事务所。威尔逊写了广受欢迎的小册子，其中主张大不列颠王国议会对十三殖民地征税是非法的，因为殖民地在议会中缺乏代表性。 威尔逊被选为美国大陆会议议员，并担任伊利诺伊-沃巴什公司总裁，做土地投机生意。
威尔逊是1787年制宪会议的代表，并在细节委员会任职，该委员会制定了美国宪法的初稿。 威尔逊与罗杰·谢尔曼一起提出了“五分之三妥协”方案 ，该方案将奴隶视为一个人的五分之三，用以计算美国众议院代表分配比例。 他还提出了选举人团制度 。 大会结束后，他参与推动批准该文件，威尔逊“在州议会院子里的演讲”在全国各地的报纸上被重印。 他在起草1790年宾夕法尼亚州宪法中也发挥了重要作用。
1789年，威尔逊成为最高法院的第一批大法官之一。 他还成为了费城学院（后来成为宾夕法尼亚大学）的法学教授。 威尔逊因1796-97年恐慌蒙受了财务上的损失，并两次被短暂囚禁在债务人监狱里。1798年8月威尔逊因中风去世，成为美国第一位去世的最高法院法官。
| 司法职务 | 司法职务                     | 司法职务                 |
| -------- | ---------------------------- | ------------------------ |
| 新議席   | 美国最高法院大法官 1789–1798 | 繼任者： 布什罗德·华盛顿 |

1. ↑  . 大紀元 www.epochtimes.com. 2023-06-06  [2025-07-04] （中文（繁體））.